# Place Bulgarie
La Place Bulgarie est une place publique située à Gbégamey dans le 11e arrondissement de Cotonou où est érigée la statue de Georgi Dimitrov, communiste bulgare . Cette place est construite pour témoigner le passé marxiste léniniste du Bénin sous le règne du général Mathieu Kérékou gouverné par le Parti de la révolution populaire du Bénin avant de passer de la république populaire du Bénin lors de la conférence nationale des forces vives de la nation de février 1990. il est plus connu au sous le vocable Papa Bulgarie ou vieux bulgare.